# ملعب شهيد رجائي
ملعب شهيد رجائي (بالفارسية: ورزشگاه شهید رجائی) ، هو ملعب لكرة القدم و الألعاب المختلفة في مدينة قزوين الإيرانية، ويلعب فيه نادي بيكان ، ويتسع الملعب نحو 10.000 متفرج، ويتم فيه دوري المحترفين الإيراني لكرة القدم.

## المصدر
1. ↑  Iran - Paykan FC - Results, fixtures, squad, statistics, photos, videos and news - Soccerway نسخة محفوظة 07 أبريل 2016 على موقع واي باك مشين.